# St. Judas Thaddäus (Kirchohmfeld)

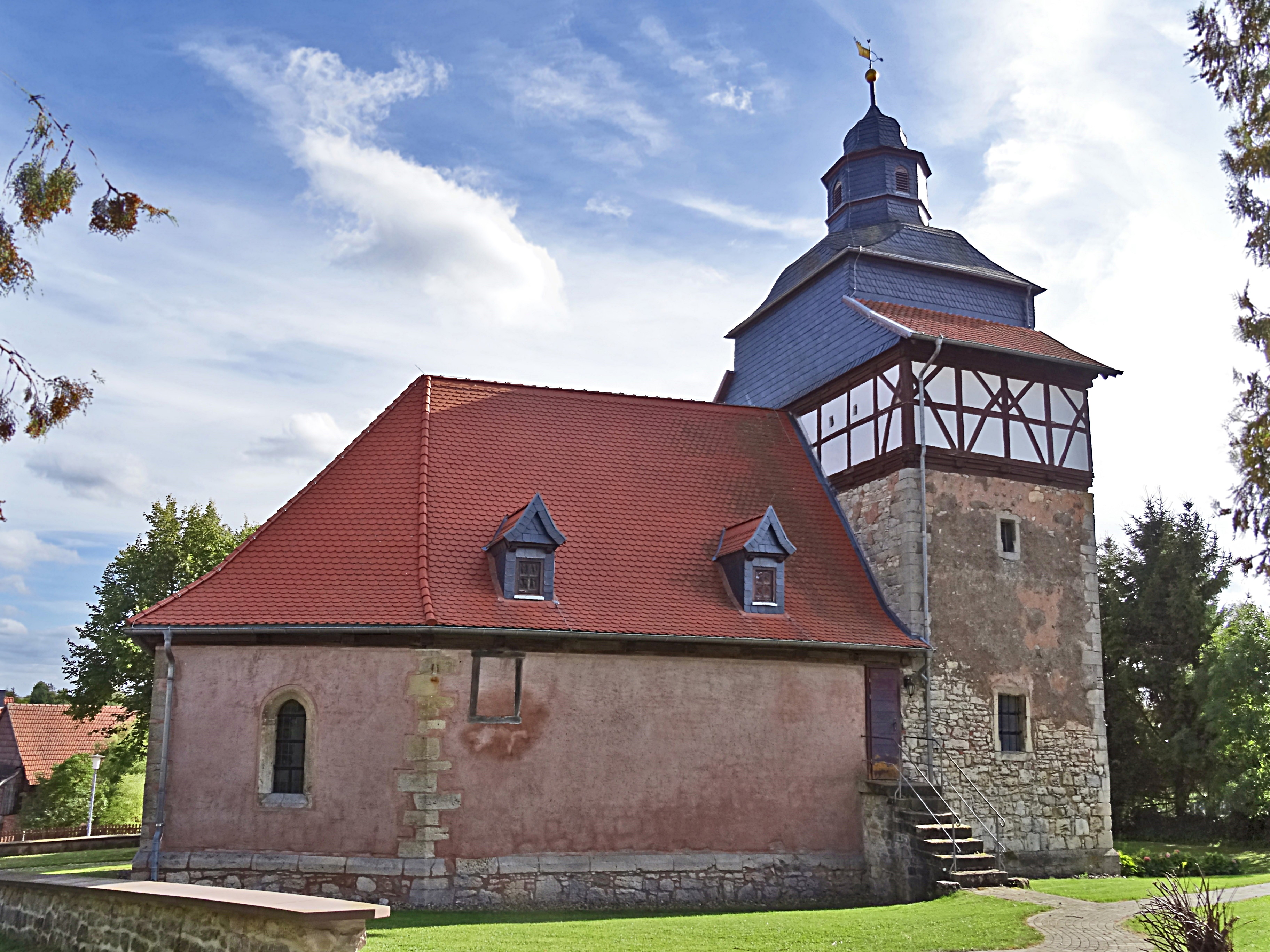
Die Kirche von Kirchohmfeld

Die evangelische Dorfkirche St. Judas Thaddäus steht in Kirchohmfeld, einem Stadtteil von Leinefelde-Worbis im Landkreis Eichsfeld in Thüringen.

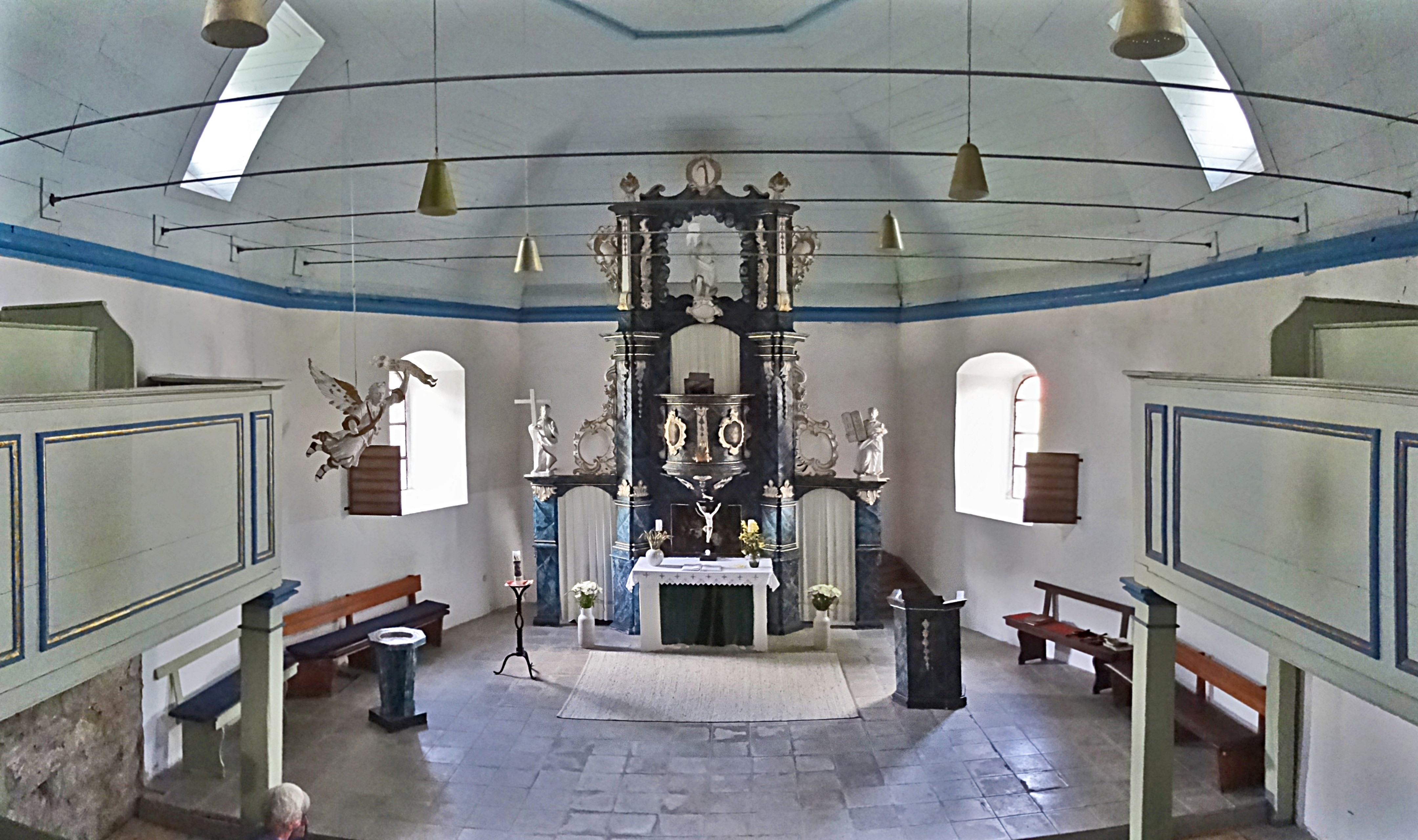
Innenansicht

## Geschichte
Aus der Gründungszeit der evangelischen Pfarrei 1560 in Kirchohmfeld sind die ersten Nachweise über Kirchenrechnungen überliefert. 1561 erhielt der bereits stehende Kirchturm die erste geweihte Glocke. Die zweite Glocke wurde 1748 in Nordhausen gegossen.
Die Kirchohmfelder Kirche ist eine Taufe-, Konfirmations- und Begräbniskirche derer von Wintzingerode geworden. Um die Kirche befand sich einst der Friedhof.

## Ausstattung

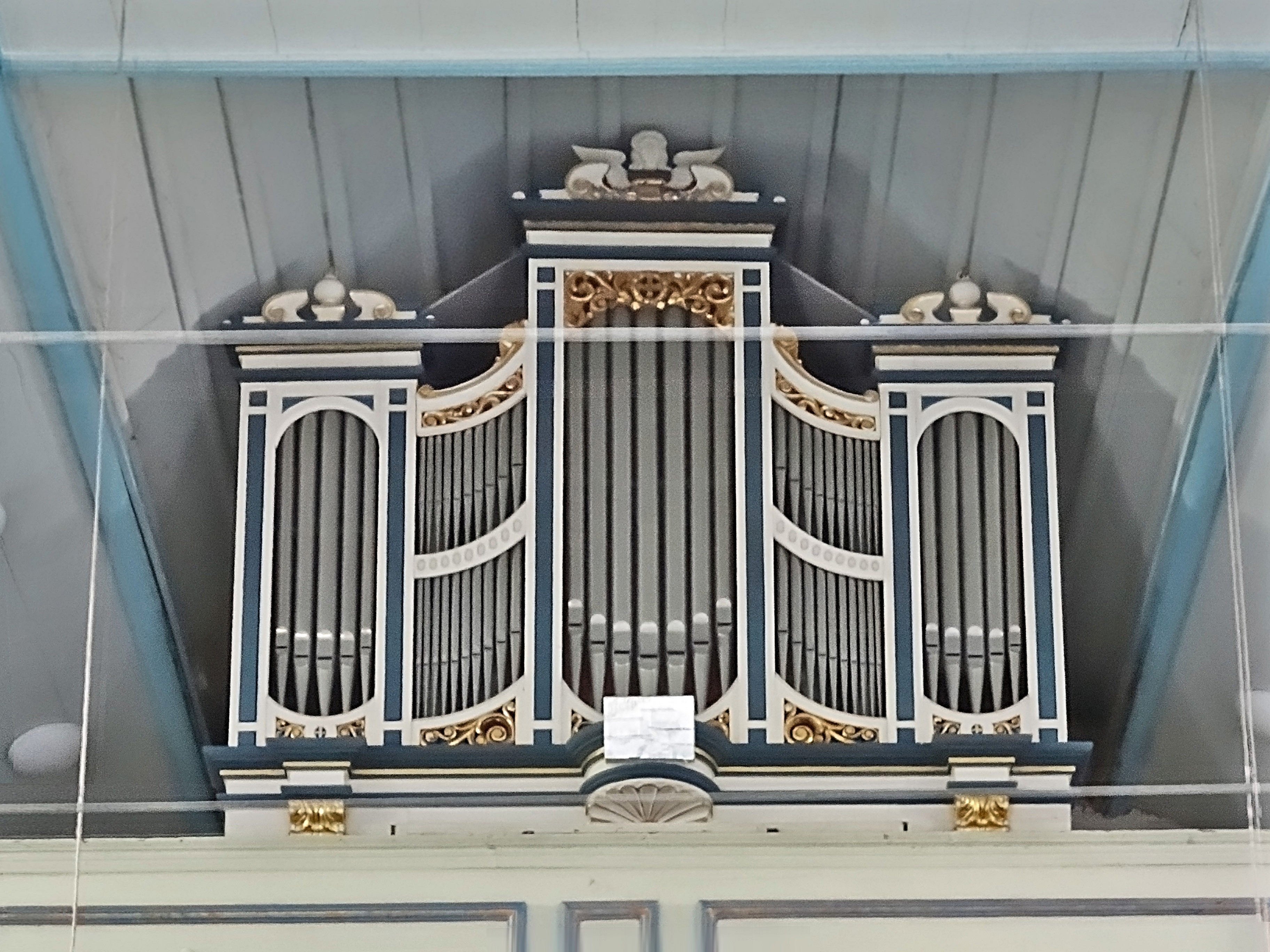
Die Orgel

Der Altar ist im Stil des Bauernbarock ausgeführt. Das Altarbild des Kanzelaltars zeigt das Abendmahl und weitere Heiligenfiguren sowie die Zehn Gebote. Der gesamte Altar gipfelt in die Vollendung Jesu.
Zur weiteren Ausstattung zählen Taufengel, Kruzifix, sowie das Tafelgemälde aus dem Jahre 1615, das die Verbundenheit derer von Wintzingerode mit dem Evangelium darstellen soll.
Im Sommer 1988 wurde die Orgel in den restaurierten Prospekt eingebaut.